# نوزاد (فیلم ۲۰۱۰)
«نوزاد» (انگلیسی: Baby (2010 film)) فیلمی در ژانر درام است که در سال ۲۰۱۰ منتشر شد. از بازیگران آن می‌توان به دنیل کالویا اشاره کرد.